# Eugene Mullin
Eugene Mullin (New York, 18 dicembre 1894 – New York, 1967) è stato uno sceneggiatore e regista statunitense del cinema muto.

## Biografia
Nato a Brooklyn nel 1894, lavorò per il cinema. Nella sua carriera, iniziata nel 1909 alla Vitagraph Company of America, scrisse almeno sessantasei tra soggetti e sceneggiature. Fu anche regista, firmando sette film.

## Filmografia

### Sceneggiatore
- Napoleon, the Man of Destiny, regia di J. Stuart Blackton (1908)
- Ruy Blas, regia di J. Stuart Blackton (1909)
- Mogg Megone, an Indian Romance (1909)
- Kenilworth (1909)
- A Brave Irish Lass (1909)
- King Lear, regia di J. Stuart Blackton e di William V. Ranous (1909)
- Oliver Twist, regia di J. Stuart Blackton (1909)
- The Duke's Jester or A Fool's Revenge, regia di J. Stuart Blackton (1909)
- Les Miserables (Part I) (1909)
- Onawanda; or, An Indian's Devotion, regia di J. Stuart Blackton (1909)
- Sogno di una notte di mezza estate, regia di J. Stuart Blackton e di Charles Kent (1909)
- Richelieu; or: The Conspiracy, regia di J. Stuart Blackton (1910)
- Twelfth Night, regia di Eugene Mullin e di Charles Kent (1910)
- Uncle Tom's Cabin, regia di J. Stuart Blackton (1910)
- His Wife's Sweethearts, regia di Frank Powell (1910)
- The Poor Sick Men, regia di Frank Powell (1911)
- A Tale of Two Cities, regia di Charles Kent (o William Humphrey? (1911)
- The Death of King Edward III, regia di J. Stuart Blackton (1911)
- Lady Godiva, regia di J. Stuart Blackton (1911)
- Vanity Fair, regia di Charles Kent (1911)
- The Love of John Ruskin, regia di Van Dyke Brooke (1912)
- The Lady of the Lake, regia di J. Stuart Blackton (1912)
- The Money Kings, regia di Van Dyke Brooke e di William Humphrey (1912)
- Rip Van Winkle, regia di Charles Kent (1912)
- An Elephant on Their Hands, regia di Frederick A. Thomson (1912)
- The Night Before Christmas, regia di Van Dyke Brooke (1912)
- The Reincarnation of Karma, regia di Van Dyke Brooke (1912)
- The Classmate's Frolic, regia di Ralph Ince (1913)
- Beau Brummel, regia di James Young (1913)
- The Pickwick Papers, regia di Laurence Trimble (1913)
- Alixe; or, The Test of Friendship, regia di William V. Ranous)
- The Deerslayer, regia di Hal Reid e di Laurence Trimble (1913)
- The Wrath of Osaka, regia dia Maurice Costello e diWilliam V. Ranous (1913)
- Delayed Proposals, regia di James Young)
- Jack's Chrysanthemum, regia di Maurice Costello e di William V. Ranous (1913)
- The Taming of Betty, regia di Maurice Costello (1913)
- When Society Calls, regia di Wilfrid North (1913)
- The Hindoo Charm, regia di Maurice Costello (1913)
- The Adventure of the Shooting Party, regia di Laurence Trimble (1913)
- The Whimsical Threads of Destiny, regia di Frederick A. Thomson (1913)
- Fellow Voyagers, regia di Maurice Costello e di Eugene Mullin (1913)
- Bunny re del sabato grasso, regia di George D. Baker (1914)
- The Perplexed Bridegroom, regia di Maurice Costello (1914)
- Some Steamer Scooping, regia di Maurice Costello (1914)
- The Christian, regia di Frederick A. Thomson (1914)
- Mr. Barnes of New York, regia di Maurice Costello e di Robert Gaillard (1914)
- A Florida Enchantment, regia di Sidney Drew (1914)
- Hearts and Diamonds, regia di George D. Baker (1914)
- The Old Flute Player, regia di Lionel Belmore (1914)
- Out of the Past, regia di Lionel Belmore (1914)
- On Her Wedding Night, regia di George D. Baker e di William Humphrey (1915)
- Who Killed Joe Merrion?, regia di Harry Lambart (1915)
- The Heights of Hazard, regia di Harry Lambart (1915)
- One Performance Only (1915)
- The Boarding House Feud, regia di Lee Beggs (1915)
- Hearts Ablaze, regia di Lorimer Johnston (1915)
- The Master of His House, regia di Lee Beggs (1915)
- Green Stockings, regia di Wilfrid North (1916)
- The Ruse, regia di Eugene Mullin (1916)
- Our Other Lives, regia di Eugene Mullin (1916)
- Within the Law, regia di William P.S. Earle (1917)

- The Bottom of the Well, regia di John S. Robertson (1917)

- The Cambric Mask, regia di Tom Terriss (1919)
- The Third Degree, regia di Tom Terriss (1919)

- The Lane That Had No Turning, regia di Victor Fleming (1922)

- La voce del sangue (Never the Twain Shall Meet), regia di Maurice Tourneur (1925)

### Regista
- Twelfth Night (1910, codiretto da Charles Kent)
- Fellow Voyagers (1913, codiretto da Maurice Costello)
- The Ruse (1916)
- The Man He Used to Be(1916)
- The Wandering Horde (1916)
- Our Other Lives (1916)
- The Strange Case of Robert Burnham (1916)
- The Road to London (1921)